# Jean-François Robinet (journaliste)
Cet article concerne le présentateur de télévision. Pour le médecin et homme politique du XIXe siècle, voir Jean-François Robinet. Pour les autres homonymes, voir Robinet.
Jean-François Robinet, né en 1939, est un journaliste et un homme politique français. Ancien présentateur du journal télévisé de 1969 à 1979 (24 heures sur la Une, 24 heures sur la Deux, Information télévisée 1...),  il fut maire divers droite de Samois-sur-Seine (Seine-et-Marne) de 1983 à 1995 et de 2008 à 2014 ,conseiller général de Seine-et-Marne (élu du canton de Fontainebleau) de 1992 à 2015 et Conseiller au Comité Départemental du Tourisme de Seine-et-Marne de 2016 à 2028 . Il est le fondateur du festival Django Reinhardt en 1983,.

## Carrière politique
Il est élu maire de Samois en mars 1983 et réélu en 1988. Il est élu pour un troisième mandat en mars 2008. Sous ce troisième mandat, la commune quittera en 2013 la communauté de communes du Pays de Seine pour rejoindre la communauté de communes du pays de Fontainebleau (en 2017 les deux communautés ont fusionné dans la nouvellement créée communauté d'agglomération du Pays de Fontainebleau).   
Jean-François Robinet se présente sous l'étiquette Divers droite aux élections législatives de 2012 dans la 2e circonscription de Seine-et-Marne mais n'obtient que 3% des voix. À la suite d'une présentation trop tardive de ses comptes de campagne, le Conseil constitutionnel en juin 2013 le déclare inéligible et il ne peut donc se représenter aux élections municipales, ni départementales suivantes. Il est de nouveau candidat aux municipales de 2020 à Samois où sa liste arrive en 3e position avec 29% des voix au premier tour. 

## Publication
- 50 ans d'hommage à Django Reinhardt, éd. Akfg, 2018